# Alex Rocha
Alex Rocha é um contrabaixista e compositor de música popular brasileira.
Bacharel em Música pela Universidade Estácio de Sá, Alex Rocha é baixista, compositor e arranjador. Fez parte da banda do cantor Emílio Santiago de 2003 até 2013 tendo gravado seus DVDs O Melhor das Aquarelas em 2005 e Só Danço Samba Ao Vivo  de 2011 premiado com o Grammy Latino como o melhor álbum de samba em 2012. Seu primeiro CD  solo Boas Novas (Niterói Discos/2003) obteve excelentes resenhas da crítica especializada e foi co-produzido pelo baixista Arthur Maia.
Alex Rocha acompanhou artistas como Victor Biglione, Wagner Tiso, Celso Blues Boy, Bibi Ferrera, Itamara Koorax, Pery Ribeiro, Zé Renato, Leila Pinheiro e também grandes músicos da cena do jazz internacional, como Eddy Palermo, Phil DeGreg, Jeff Kunkel e Mark Lambert entre outros. Na Rede Globo de Televisão participou do programa Gente Inocente entre (2000 / 2002) gravando inúmeras trilhas musicais veículadas pela emissora.  Apresentou-se com seu grupo no 3º Niterói Musifesfest em setembro de 2006 recebendo como convidado especial Toninho Horta. Em 2009 gravou o CD Aventura do tecladista José Roberto Bertrami, lançado pela gravadora inglesa Farout Recordings.
No ano 2011 lançou o CD Cachet! pelo selo Niterói Discos, em parceria com o guitarrista Marcelo Frisieiro.
Em 2012 participou da gravação do programa Som Brasil - Clube da Esquina da Rede Globo de Televisão acompanhando Milton Nascimento, Lô Borges e Wagner Tiso.
No ano de 2014 participou do festival MIDEM em Cannes, França acompanhando o Andrea Dutra Quarteto e o Cláudio Dauelsberg Trio.

## Discografia
- O Melhor das Aquarelas- Emílio Santiago
- Boas Novas- Alex Rocha
- Só Danço Samba ao vivo - Emílio Santiago
- The Afro-Brazilian Project- Ravi
- Cachet! - Alex Rocha & Marcelo Frisieiro
- Indiana Blues- Celso Blues Boy